# Andrea Poltronieri
Andrea Poltronieri, noto anche con lo pseudonimo di Poltrosax o Poltro (Ferrara, 5 novembre 1965), è un sassofonista, polistrumentista e cantante italiano.

## Biografia
Nasce a Ferrara il 5 novembre 1965. Ha conseguito il diploma di Maestro d'Arte (Arte Applicata) presso l'Istituto Dosso Dossi di Ferrara e la laurea in Belle Arti presso l'Accademia di Bologna. Inizia come musicista nel 1986, suonando il sassofono nel gruppo dei Libagions. Successivamente cambia genere, approntando un misto di cabaret e musica, ovvero il Comic Music Show,  le canzoni che canta e suona, con contributi in dialetto ferrarese, sono parodie di sigle di cartoni animati o cover in cui i testi vengono da lui rielaborati per renderli ironici. Il vero punto di svolta arriva nel 1990, quando insieme alla band incide il suo primo singolo, distribuito a livello nazionale. A seguire il gruppo in sala di registrazione c'è niente meno che Pino Daniele, che con i suoi consigli e la sua esperienza illumina la mente del giovane artista. Dopo una lunga gavetta come musicista in numerose tournée, nel 2003 arriva la grande occasione: l'inizio della collaborazione con Sergio Sgrilli, per il suo spettacolo teatrale Sgrillaus. Nel 2011, l'incontro con gli Stadio, Gaetano Curreri in aeroporto a Bologna, rimane colpito da un adesivo dei Beatles sulla custodia del sax. Dietro al magico logo del quartetto di Liverpool c'è tutto un mondo di passioni e cultura che accomuna le due realtà: Andrea Poltronieri diventa il saxofonista ufficiale nel loro tour Diamanti e caramelle. Continua tuttora la corsa irrefrenabile per l'Italia intera nei tour dei concerti a fianco di Cristina D'Avena e dei Gem Boy.

## Discografia
Album in studio
- 1998 - Sax Machine
- 1998 - Cuore peloso
- 1999 - Piccolo pelino
- 2000 - La sapienza e la validità
- 2001 - La mucca non è una vacca
- 2002 - L'uomo che sussurrava ai criceti
- 2004 - Grande vitello
- 2005 - Caro Papà Natale
- 2013 - Ubriaco di Vita
- 2015 - Happy Sax 4 Love
- 2016 - Maial!!!

Live
- 1999 - Io c'ero

Raccolte
- 2004 - Greatest Hits (il meglio del peggio)

## Personaggi

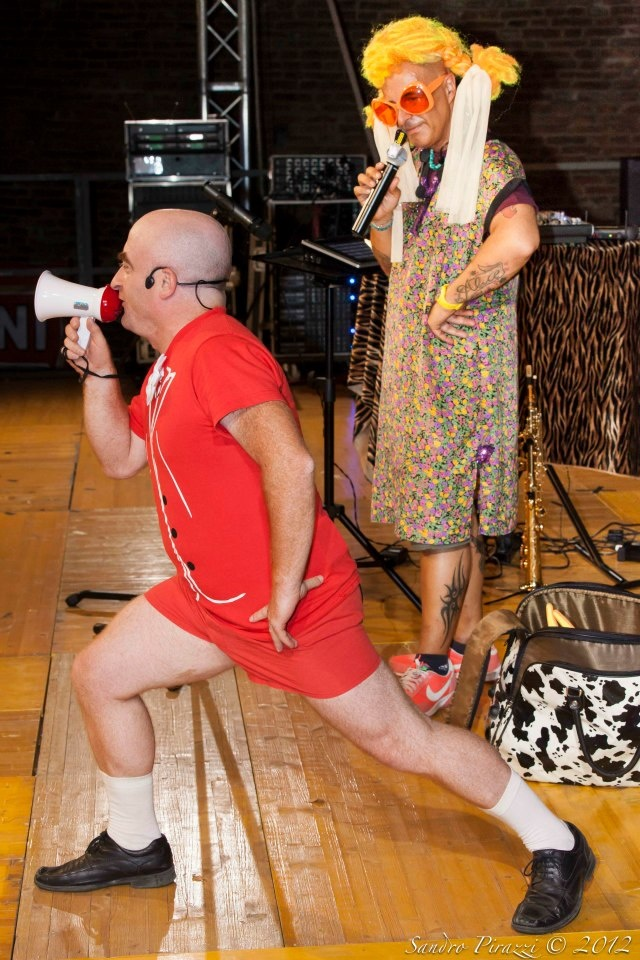
Nives con Rocco lo gigolò

Nei suoi spettacoli, si traveste frequentemente in un personaggio da lui inventato, Nives, un'anziana di 83 anni nata a Molinella, in provincia di Bologna, e questa sua interpretazione aumenta la comicità dello spettacolo e il coinvolgimento da parte degli spettatori. Durante gli spettacoli parla della sua vita e di alcuni avvenimenti che le sono accaduti di recente. È presente tra i brani musicali dei suoi album, Nives al mare e Gianluca nell'album La mucca non è una vacca, Nives in studio e Mirabilandia in L'uomo che sussurrava ai criceti, Nives 2004 e Segreteria telefonica in Grande vitello.
Interpreta anche un altro personaggio, meno conosciuto, di nome Umàz' (dal ferrarese Omaccio). È un supereroe che veste un abito simile a quello dell'Uomo Ragno con una U sul petto, paladino dell'ingiustizia che si aggira per la città con l'intento di rubare ai poveri per dare ai ricchi.
Il 29 gennaio 2007 durante lo spettacolo N€uro al Teatro delle Erbe di Milano ha proposto un nuovo personaggio, il Grande Poltronieri, musicista mitomane che racconta cose improbabili e surreali.

## Spettacoli e cabaret
A Ferrara dal 1999 Andrea Poltronieri si presenta in moltissime esibizioni, tra cui Nasi Umidi, a favore della Lega Nazionale per la Difesa del Cane dal 2004. Ha partecipato a tutte le edizioni del recital Un angelo di nome Giulia  dell'Associazione Giulia Onlus a sostegno dei progetti di oncologia e psiconcologia pediatrica svolti negli ospedali della provincia di Ferrara.
Nel 2007 arrivato in finale del Concorso Nazionale di Cabaret, facente parte del Festival delle Arti 2007 ideato da Andrea Mingardi, si classifica secondo dopo il trio romano Gli Appiccicaticci, andato in onda su È TV Emilia-Romagna e sul canale 891 di Sky.
Dal 2007 partecipa a Rock Circus a San Bartolomeo in Bosco (Fe), manifestazione di musica e cabaret.
Nel 2008 fa parte del cast artisti di Rock a Ferrara a Malborghetto di Boara, esibendosi insieme a Fabio Gentili e i Compagni di Merende, come pure al Ferrara Music Park , manifestazione dell'estate del sottomura di Ferrara. Dal 2003 collabora con Sergio Sgrilli; nel 2009 interviene nello spettacolo di Paolo Cevoli Disco Paradise e nel 2011 in Musica Maestro! Archiviato il 10 febbraio 2014 in Internet Archive., show diretto da Daniele Sala. Nel 2011, Andrea Poltronieri partecipa al tour con gli Stadio Diamanti e caramelle, aprendo i concerti con un assolo di clarinetto quale intro del brano Ferma la Felicità. Attualmente è in tour a fianco di Cristina D'Avena e dei Gem Boy.

## Musica e televisione
Nel 1994 partecipa a Avanti un altro, in onda su Canale 5, e prende parte a Roxy Bar su TMC.
Nel 1997 partecipa a La sai l'ultima? e Casa Castagna su Canale 5.
Nel 1998 diventa uno dei protagonisti nel programma Lunedì Sport su Antenna Verde.
Nel 2002 partecipa a Spirito con Pizzocchi e Giacobazzi su Telestense. Nel 2004 partecipa al programma in prima serata su Rai Uno, I raccomandati, condotto da Carlo Conti.
Nel 2005 prende parte a Dolceamaro su Telesanterno con Silvano Silvi, Silver, Duilio Pizzocchi e Giuseppe Giacobazzi, a Che calcio vuoi? sempre su Telesanterno, e alla fiction su Rai Uno Amanti e Segreti. Sempre in quell'anno entra a far parte del grande tendone circense di Zelig Circus, grande show andato in onda su Canale 5.
Ha partecipato più volte all'evento Befana dello Sport, che si svolge il 6 gennaio di ogni anno al Palasport di Ferrara e in onda su Telestense: durante i suoi interventi ha dato vita a numerosi personaggi, diversi per ogni esibizione, tra cui un rapper, Caterina Caselli, la famosa Nives e un re magio su un cammello.
Ha preso parte inoltre al cast del programma Stiamo lavorando per noi di Cochi e Renato, quattro puntate andate in onda in prima serata su Rai 2 dal 10 gennaio 2007 al 7 febbraio 2007.
Nel 2007 partecipa a Tutto il goal minuto per minuto con Lamberto Sposini, programma che racconta l'evoluzione della giornata calcistica, in onda in diretta su La3 Live visibile tramite un tivufonino 3.
A dicembre 2007 è uno dei diciotto comici che si sfidano a Bravo Grazie, spettacolo di cabaret e comicità presentato da Maddalena Corvaglia con Franco Neri, con la partecipazione straordinaria di Lino Banfi e Gian e andato in onda su Rai 2.
Nel 2008 è presente nella sit-com Casa Pizzocchi ambientata in una casa nelle valli di Comacchio, con Duilio Pizzocchi, Marco Dondarini ed Andrea Vasumi, in onda su Tele1 che conta 64 episodi Poltronieri è uno dei quattro personaggi principali e fissi ed interpreta la Nives, anziana madre di Duilio.
A gennaio 2009 è ospite del programma televisivo per ragazzi Trebisonda in diretta su Rai 3, durante il quale si esibisce in numerosi interventi musicali e comici: fa la cover in playback dei Sonohra e di Elisa (assieme ad Manolo Martini nelle parti di Ligabue), suona il sassofono durante due esecuzioni musicali e fa uno sketch nei panni di un improbabile quanto eccentrico quinto componente dei Tokio Hotel.

## Teatro
Dal 2004 si esibisce nel Laboratorio Zelig al Teatro Piccolo Orologio di Reggio Emilia. Esso è una sperimentazione di nuove forme di comicità e cabaret in cui testa sketch inediti davanti a un pubblico.
Dal 2 ottobre 2006 al 2 aprile 2007 e dal 1º ottobre 2007 è un membro del cast fisso dello spettacolo N€uro di Sergio Sgrilli, in scena tutti i lunedì al Teatro delle Erbe (2006/2007) e al CRT - Teatro dell'Arte (2007/2008) di Milano.
Una seconda versione estiva di N€uro si svolge il 25 luglio 2007 al Teatro dell'Arte presso la Triennale di Milano dove ritrova Sergio Sgrilli, Paola Folli, Margherita Antonelli, Zac (Alberto Azarya), Alessandro Bergallo e il quartetto d'archi Archimia e tutto il restante cast dello spettacolo. Nel 2003 e nel 2007 è con Sergio Sgrilli per gli spettacoli teatrali Sgrillaus e N€uro, mentre nel 2009 interviene nello spettacolo di Paolo Cevoli Disco Paradise presso il Teatro Verdi di Cesena. Il rapporto con Cevoli continua anche nel 2011 in Musica Maestro!, show diretto da Daniele Sala, la prima volta di Poltronieri insieme a un vero regista, un'esperienza impegnativa ed esaltante, che continua anche per tutto il 2013, in un'intensa tournée tutta italiana.

## Esperienze radiofoniche
Nel 2007 parla con Sergio Sgrilli ai microfoni di Radio 101.
Il 21 marzo 2008 è ospite di Bob Messini e Marco Dondarini nel programma radiofonico Vaca Putanga in onda sulle frequenze di Punto Radio.

## Ridoppiaggio
Andrea Poltronieri fa parte inoltre del gruppo di ridoppiaggio SPADE Production nato nel 2006. Il nome del gruppo è la sigla formata dalle iniziali dei suoi componenti: Simone, Poltro, Alessia, David, Eleonora. In realtà anche altri fanno parte di questo gruppo o hanno, contribuito alla realizzazione delle loro opere: Farinos, Simona, Big Leo.
La SPADE Production ha realizzato parodie ridoppiate in italiano, con molti riferimenti al dialetto ferrarese:
- Harry Fotter e la patatina filosofale (Harry Potter e la pietra filosofale) (2006)
- Al ma da cascar (Madagascar) (2007)